# Spring Valley (condado de San Diego)
Spring Valley es un área no incorporada en el condado de San Diego, California, Estados Unidos. La comunidad incluye a los barrios de La Presa y parte del barrio de Casa de Oro (en la cual se extiende hacia La Mesa). La Oficina del Censo de los Estados Unidos ha dividido Spring Valley en dos lugares designados por el censos (CDPs), Spring Valley y La Presa. La población de Spring Valley fue de 59 384 habitantes en el censo de 2000. Esta cifra combina la población del lugar designado de Spring Valley (26 633 residentes) y el lugar designado de La Presa (32 721 habitantes). Se afirma que el área del Gran Spring Valley tiene un total de 100 000 residentes  aunque esta afirmación son en realidad áreas no incorporadas de El Cajón y La Mesa.
Spring Valley tiene los códigos postales 91977 y 91978.

## Historia
Spring Valley lleva su nombre por el manantial (spring en inglés) que allí se ubica. Estaba habitado por la tribu kumiai, los cuales le pusieron el nombre neti o meti. Los conquistadores españoles expulsaron a los nativos para utilizar el terreno para ganado, llamándolo "el aguaje de San Jorge".
En 1863, el juez Augustus S. Ensworth de San Diego archivó una reclamación para un rancho de 160 acres (647 000 m²) que incluía el manantial. El rancho y la pequeña casa de adobe construida allí fueron vendidos a Rufus King Porter y después al historiador Hubert Howe Bancroft. Ahora, la casa de adobe está clasificada como Hito Histórico Nacional.

## Geografía
La Oficina del Censo de los Estados Unidos pone a Spring Valley en las coordenadas 32°44′4″N 116°58′53″O / 32.73444, -116.98139 (32.734318, -116.981372), a aproximadamente a dos millas más al sur que el del USGS. Según la Oficina del Censo de los Estados Unidos, el lugar designado tiene un área total de 19.3 km² (7.4 mi²).  18.7 km² (7.2 mi²) es tierra y 0.5 km² (0.2 mi²) es agua (2.82%).

## Demografía
La Oficina del Censo de los Estados Unidos dividió Spring Valley en dos lugares designados por el censo (CDP). Las estadísticas de abajo cubren solamente el área de Spring Valley. Para la demografía completa de Spring Valley véase también La Presa (California).
Según el censo de 2000, había 26 663 personas, 9 129 hogares, y 6 901 familias residiendo en el Lugar Designado. La densidad poblacional era de 1 423.9/km² (3 685.4/mi²).  Spring Valley contaba con 9 291 casas unifamiliares, con una densidad promedio de 496.2/km² (1 284.2/mi²). La composición racial de la población era la siguiente: blancos (68.08 %), afroamericanos (10.24 %), amerindios (0.77 %), asiáticos (4.79 %), isleños del Pacífico (0.52 %), personas de otras razas (9.45 %), personas de dos o más razas (y 6.15 %). Los hispanos o latinos de cualquier raza constituían el 21.48 % de la población.

## Educación
El Distrito de Escuelas Preparatorias de Grossmont Union gestiona las escuelas preparatorias que dan servicio en el área.

## Política
En la legislatura estatal, Spring Valley está ubicada en los distritos 36 y 39 del senado, representados por el republicano Dennis Hollingsworth y la demócrata Christine Kehoe. En lo que se refiere a la asamblea, se halla en los distritos 77 y 78 y está representado por el republicano Joel Anderson y el demócrata Marty Block. Desde el punto de vista federal, Spring Valley está ubicada en el distrito del congreso 52 de California, lo cual tiene un voto partidario "Cook" de R +9 y está representado por el republicano Duncan Hunter.